# Lametz
Lametz je francouzská obec v departementu Ardensko v regionu Grand Est. V roce 2014 zde žilo 75 obyvatel.

## Poloha obce
Sousední obce jsou: Bairon-et-ses-Environs, Marquigny, Montgon, Neuville-Day, La Sabotterie, Saint-Lambert-et-Mont-de-Jeux, Semuy a Suzanne.

## Vývoj počtu obyvatel
Počet obyvatel